# Compsophorus nigripes
Compsophorus nigripes är en stekelart som beskrevs av Heinrich 1934. Compsophorus nigripes ingår i släktet Compsophorus och familjen brokparasitsteklar. Utöver nominatformen finns också underarten C. n. javanensis.